# Утро (Краснодарский край)
У́тро — посёлок в Ленинградском районе Краснодарского края Российской Федерации.
Входит в состав Восточного сельского поселения.

## География
Посёлок находится на правом берегу реки Сосыка; на противоположном берегу — посёлок Бурдатский.

## Население
| 2002 | 2010 |
| ---- | ---- |
| 147  | ↗172 |

## Улицы
В посёлке имеется одна улица — Мира.